# Ciclo-riquixá

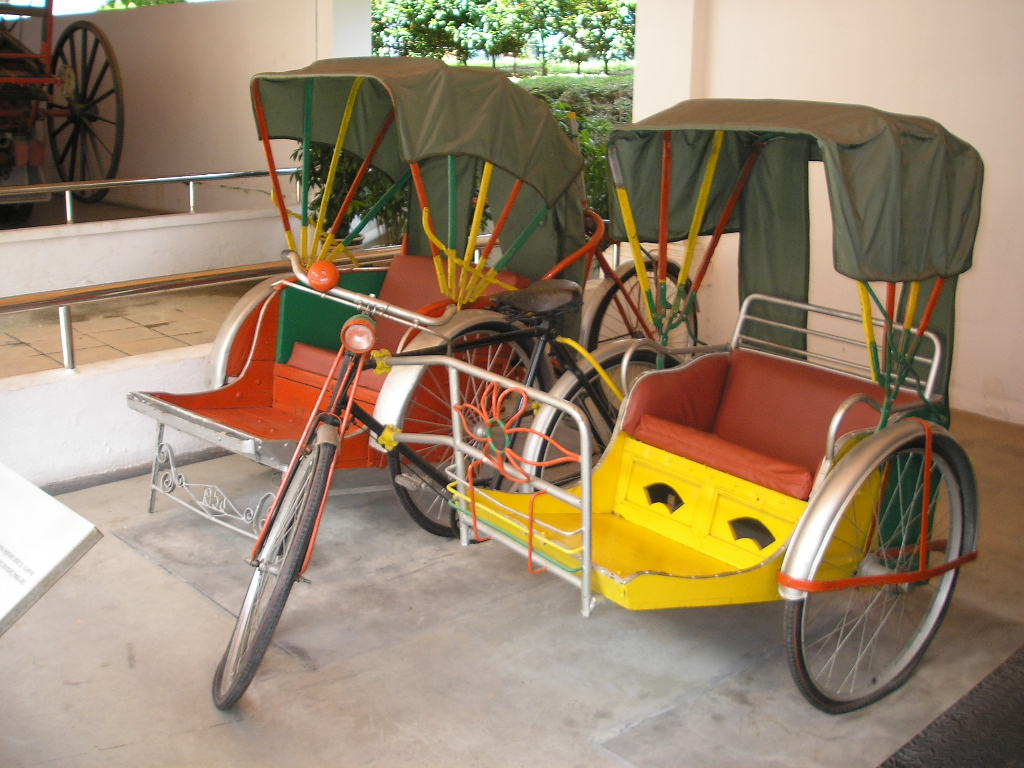
Ciclorriquixás de Parit Jawa, Muar, Johor, no Muzium Negara, Kuala Lumpur

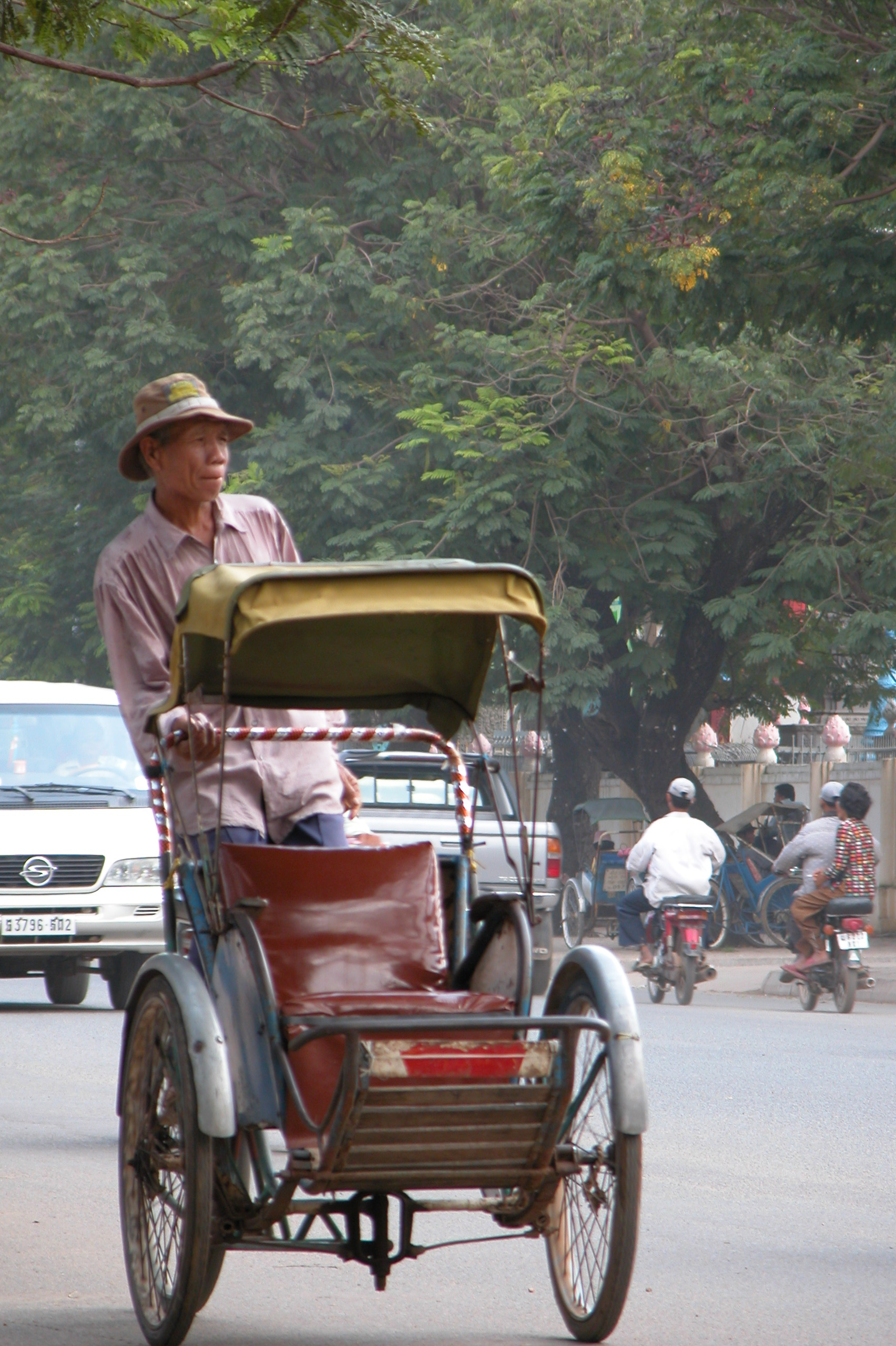
Um condutor de ciclorriquixá em Phnom Penh, Camboja

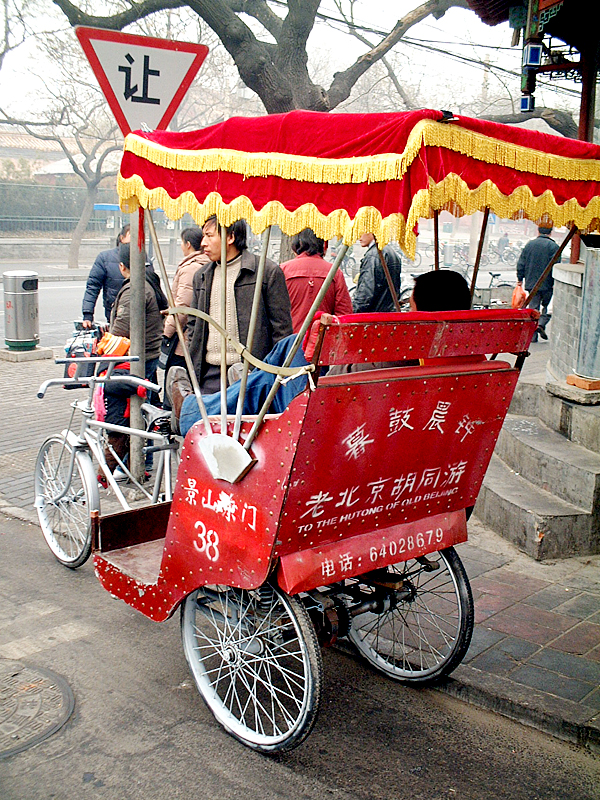
Ciclorrriquixá em Beijing

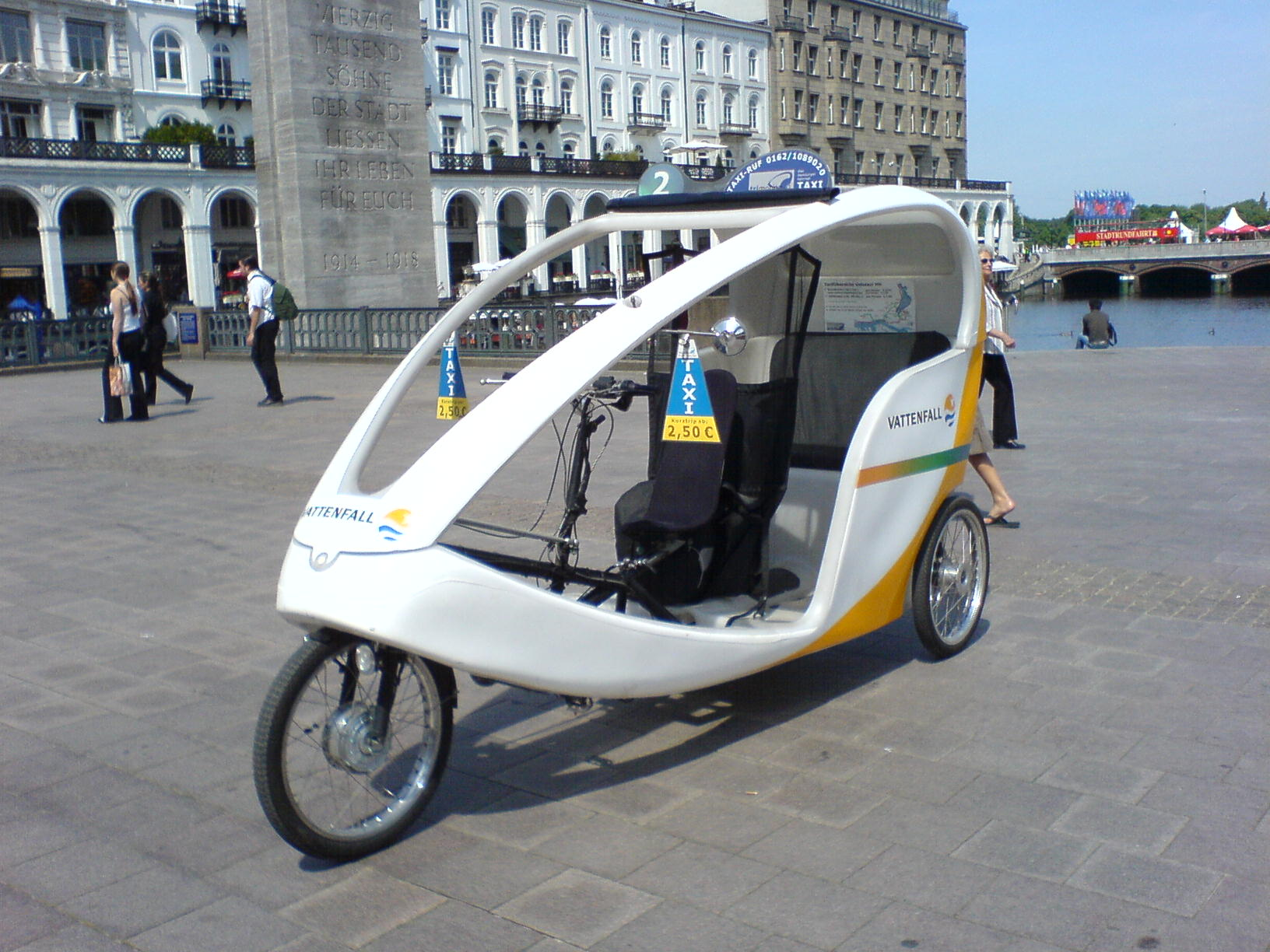
Um riquixá Velotaxi em Hamburgo, Alemanha

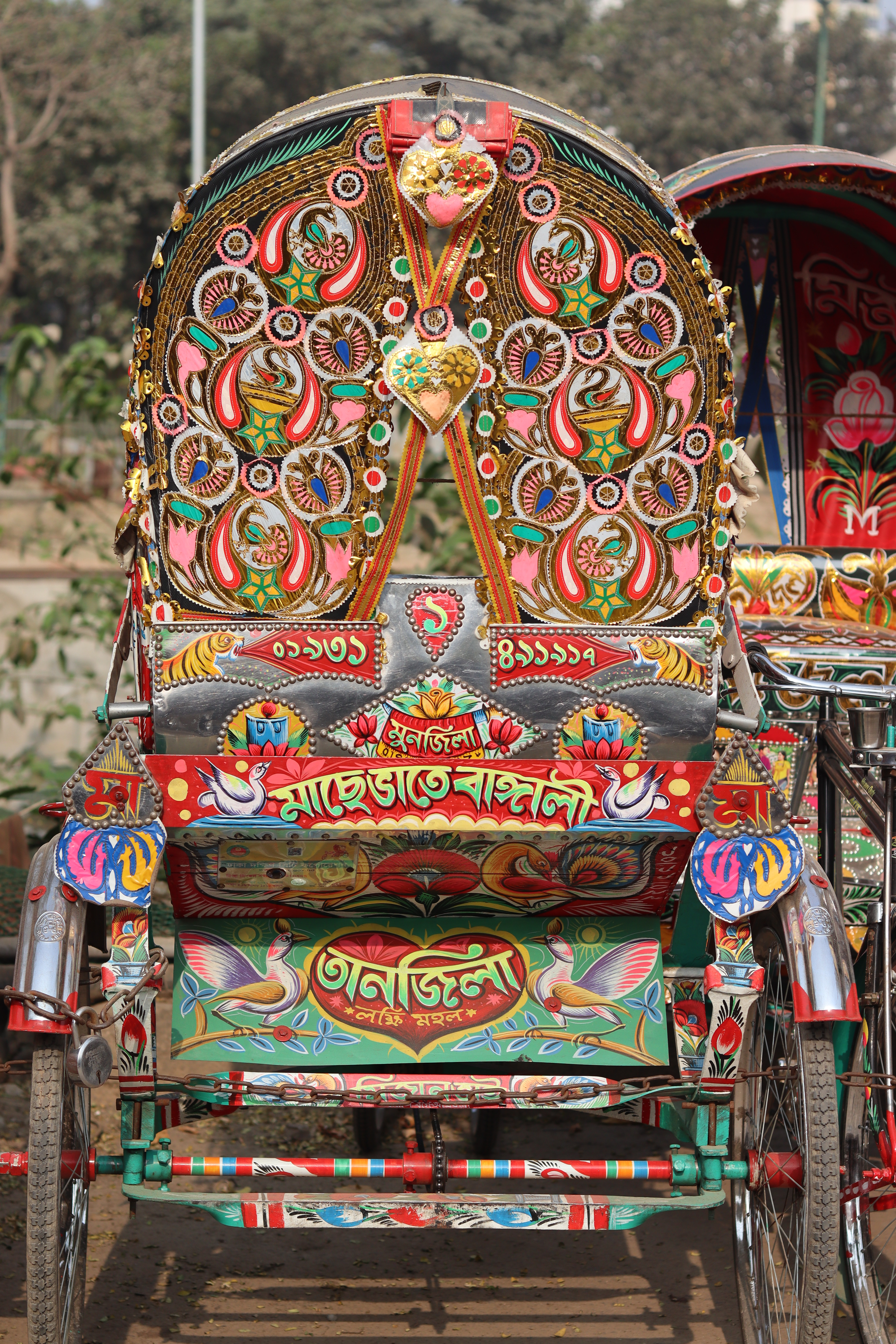

O ciclorriquixá, também conhecido como ecotáxi, pedicab, riquixá, rickshaw ou riquexó, é um meio de transporte em baixa escala. O ciclorriquixá é um veículo de tração humana, muitas vezes utilizado por aluguel, equipado com um ou mais bancos para carregar passageiros, além do condutor. Os ciclorriquixás são utilizados por todo o mundo em grandes cidades e normalmente são encontrados em grandes centros urbanos, atrações turísticas e eventos que atraem grandes multidões. Muitos ciclorriquixás substituíram os menos eficientes riquixás, que são puxados por uma pessoa a pé.

## Configurações
O veículo é movido por um condutor como se fosse uma bicicleta, apesar de algumas configurações cada vez mais populares serem equipadas com um motor elétrico para auxiliar o condutor. O veículo é normalmente um triciclo, apesar de existirem alguns modelos quadriciclos e de algumas bicicletas com reboques serem configuradas como riquixás. A disposição dos assentos para condutor e passageiros variam conforme o modelo, mas os assentos de passageiros são localizados normalmente sobre o eixo maior. Na maioria dos modelos do sul da Ásia, por exemplo, o assento do passageiro é localizado atrás do condutor em um triciclo "delta", enquanto na Indonésia e no Vietnã o condutor senta atrás do assento do passageiro em um triciclo "girino". Nas Filipinas, o assento do passageiro é normalmente localizado ao lado do condutor.

## Nomenclatura
Os ciclorriquixás também são conhecidos como táxi ecológico ou ecotáxi no Brasil, cyclo (pronuncia-se ciclo) no Camboja e no Vietnã, cycle rickshaw na Índia e em Bangladesh, trishaw (chinês tradicional: 三輪車; chinês simplificado: 三轮车; pinyin: sān lún chē) de "tricycle rickshaw", na Malásia e Singapura, becak na Indonésia e bicitaxi ou taxi ecologico no México. Nas Filipinas, são chamados de tricycle/traysikel, traysikad, pedicab ou padyak. Os ciclorriquixás são conhecidos como saika em Mianmar, uma transliteração do Inglês "side car". No Reino Unido e nos Estados Unidos os ciclorriquixás são mais conhecidos como pedicabs. Em Buffalo, Nova York, esse tipo de veículo é conhecido como bike taxi.
- Na Tailândia, qualquer veículo de três rodas é chamado de samlor (Tailandês: สามล้อ), que significa literalmente "três rodas"), seja motorizado ou não, inclusive pedicabs, motocicletas com com carretas anexas ou side cars, etc. O condutor também é chamado de samlor. Na verdade, os autorriquixás tailandeses são coloquialmente chamados de tuk-tuks mas, na Tailândia, o uso atual, bem como seu estilo característico, é praticamente restrito a Bangkok e Chiangmai.

## Um conceito global
Os ciclorriquixás são utilizados na maioria das grandes cidades europeias, como Londres, Barcelona, Budapeste, Berlim, Edimburgo, Frankfurt, Hamburgo, Amsterdã, Copenhague, Milão e Roma. Londres possui um dos maiores números de pedicabs, que ficam em sua maioria em Soho, Covent Garden e próximos a atrações turísticas. Na América do Norte, San Diego e Nova Iorque abrigam centenas de pedicabs; Muitas outras cidades norte-americanas também possuem serviços de pedicab. Há vários fabricantes de ciclorriquixás americanos e europeus, que frequentemente incorporam características não encontradas nos veículos de países em desenvolvimento, como freios a disco hidráulicos e leves estruturas de fibra de vidro, sistemas de câmbio, etc.

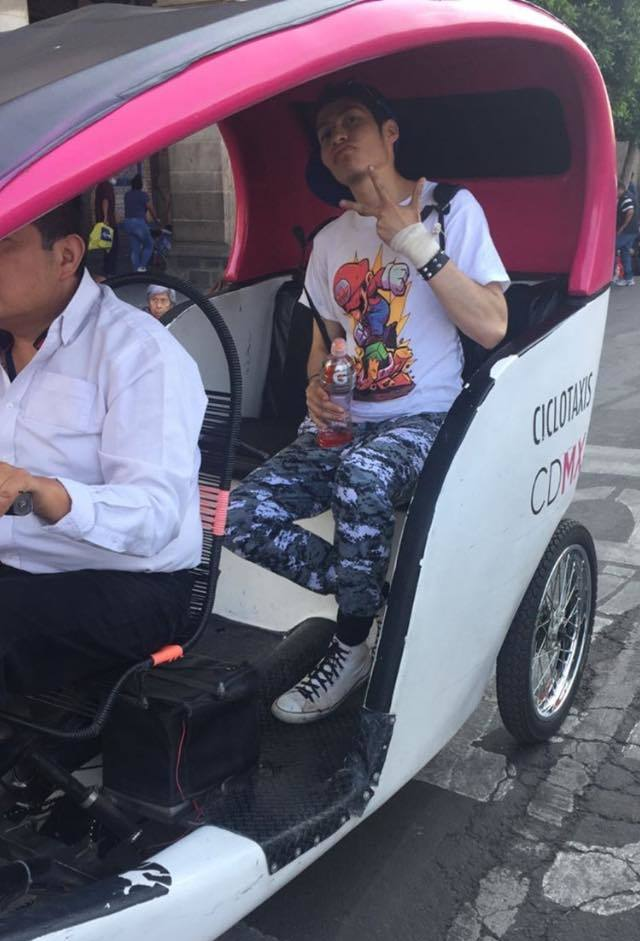
Ciclorriquixá em México

Nas cidades americanas, como Nova Iorque, o transporte de tração humana é tido como um meio de transporte ecologicamente correto. Segundo Peter Meitzler, da New York's Manhattan Rickshaw Company, um passageiro tem uma experiência urbana totalmente diferente quando se locomove com um riquixá. Ele diz que utiliza a palavra "rickshaw" no nome de sua empresa porque é um nome conhecido internacionalmente.
No Brasil os ciclorriquixás são utilizados como meio alternativo de transporte público no Rio de Janeiro e em Volta Redonda, no estado do Rio de Janeiro, como meio de transporte alternativo de passageiros. São mais conhecidos no Brasil pelo nome Ecotáxi. Em julho de 2014, como parte do programa municipal Movimento Salvador Vai de Bike, foram iniciados os testes do serviço de táxi em triciclos velotáxi oferecido inicialmente no Centro Histórico de Salvador.

## Aspectos políticos e econômicos

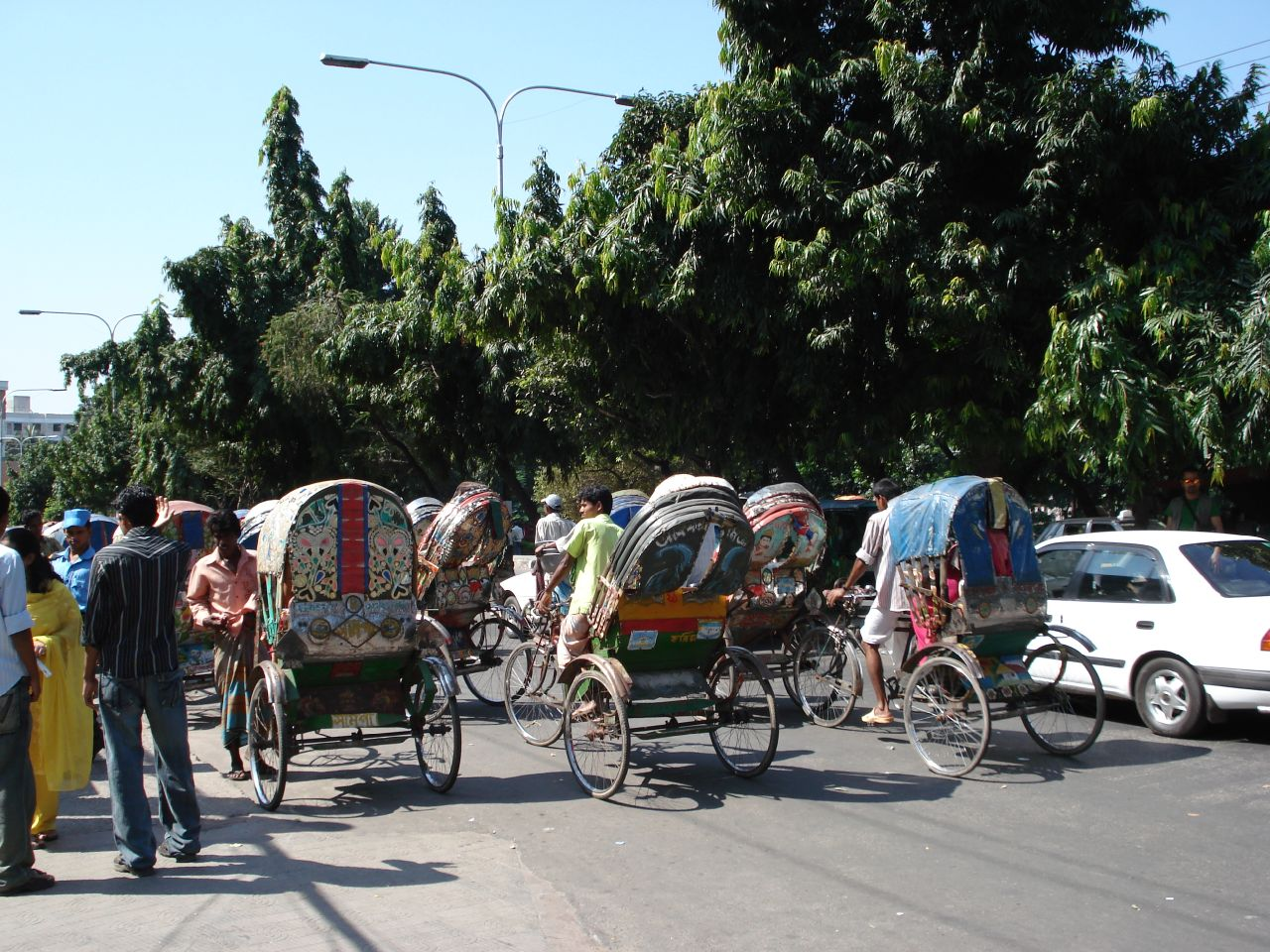
Riquixás em Dhaka, Bangladesh

Em muitas cidades asiáticas onde eles são largamente utilizados, a condução de riquixás é um emprego essencial para imigrantes recentes de áreas rurais, geralmente homens pobres. Um estudo em Bangladesh mostrou que a condução de riquixás estava ligada a algum aumento na renda de trabalhadores de baixa renda do setor agrícola que haviam se mudado para áreas urbanas, mas que as exigências físicas extremas do trabalho resultavam, a longo prazo, na queda dos benefícios para condutores. Em Jakarta, a maioria dos condutores de riquixás nos anos 1980 eram ex-agricultores sem terra de áreas rurais de Java.
Em 2003, estima-se que os condutores de riquixás de Dhaka ganharam em média Tk 143 (US$ 2,38) por dia, dos quais eles pagaram cerca de Tk 50 (US$ 0,80) para alugar o riquixá por um dia. Condutores mais velhos, a longo prazo, ganharam substancialmente menos. Uma pesquisa de 1988-89 descobriu que os condutores de Jakarta ganharam uma média diária de Rp. 2722 (US$ 1,57). Esses ganhos, apesar de serem amplamente considerados muito baixos para um trabalho com tamanha exigência física, são em algumas situações mais rentáveis que outros trabalhos disponíveis para trabalhadores sem qualificação profissional.

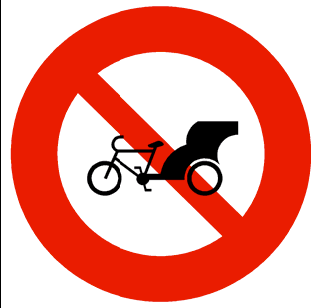
Sinal de proibição taiwanês: Proibida a circulação de riquixás

Em muitas cidades a maioria dos condutores não possuem seus próprios riquixás. Eles os alugam de seus donos, alguns dos quais possuem vários riquixás. As taxas de propriedade dos condutores variam muito. Em Delhi, um estudo de 1980 descobriu que apenas um por cento de condutores eram donos de seus próprios veículos, mas a taxa de propriedade em várias outras cidades indianas era muito maior, chegando a cinquenta por cento em Hyderabad e vinte e dois por cento em Faridabad. Um estudo de 1977 em Chiang Mai, Tailândia, descobriu que 44% dos condutores de riquixás eram proprietários dos mesmos. Em Bangladesh, a propriedade do condutor é geralmente maior em áreas rurais e menor em grandes cidades. A maioria dos riquixás desse país são de pessoas que possuem apenas um ou dois veículos, mas alguns proprietários em grandes cidades possuem centenas deles.
Alguns países e cidades baniram ou restringiram a circulação de ciclorriquixás. Eles são frequentemente proibidos em áreas congestionadas de grandes cidades. Em Bangkok, por exemplo, eles foram banidos em meados dos anos 1960 por não se ajustarem à imagem moderna da cidade promovida pelo governo. Em Dhaka e Jakarta eles não são mais permitidos nas principais estradas, mas ainda são utilizados como transporte dentro de áreas urbanas isoladas. Eles foram completamente banidos no Paquistão. Ao mesmo tempo que eles vêm sendo criticados por causarem congestionamentos, os riquixás também são frequentemente aclamados como um meio de transporte barato e ecologicamente correto.
Em Taiwan, as regras de segurança de tráfico rodoviário (zh:道路交通安全規則) exigem que os pedicabs sejam registrados na polícia por seus donos antes que possam circular legalmente em estradas públicas, sob pena de multa administrativa de 300 novos dólares taiwaneses (TWD). Seus condutores precisam carregar os documentos de registro policial sob pena de multa de 180 TWD, mas não é necessária nenhuma licença de condução ou carteira de habilitação. As multas administrativas são baseadas nos artigos 69 e 71 da Lei de Controle de Punições de Violação de Regulamentos de Tráfico Rodoviário (zh:道路交通管理處罰條例). Como o tráfico rodoviário taiwanês é agora predominantemente motorizado, a maioria dos pedicabs têm sido substituídos por táxis, mas eles ainda podem ser encontrados em alguns locais, como Cijin, distrito da cidade de Kaohsiung.

### Cidades no Brasil onde os Ecotáxis estão em operação
- Volta Redonda, Rio de Janeiro
- Rio de Janeiro, Rio de Janeiro
- Florianópolis, Santa Catarina

## Artes

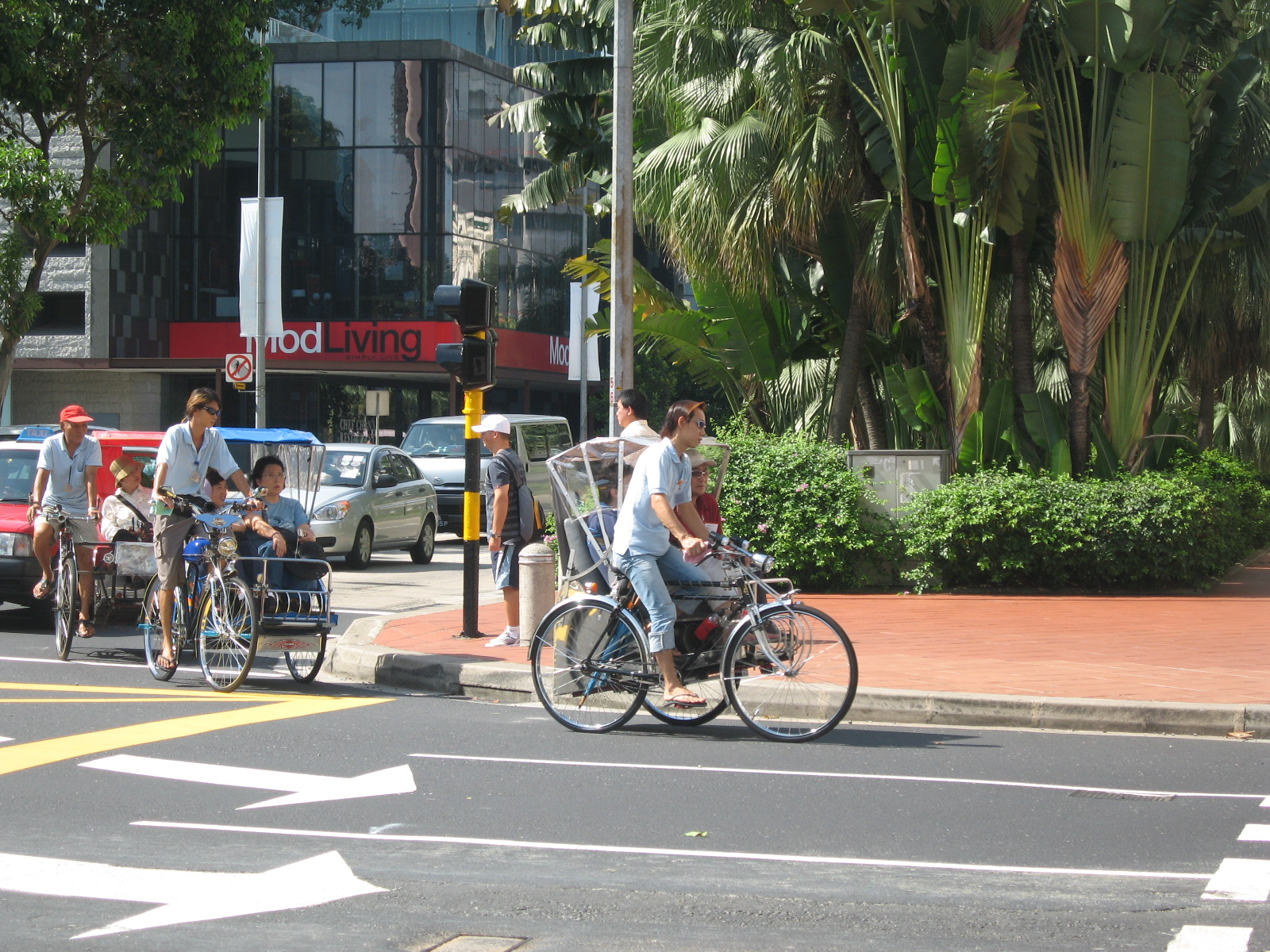
Riquixás são utilizados para transportar turistas pela cidade para apreciar a paisagem em Singapura.

Como parte essencial da paisagem urbana em muitas cidades, os riquixás têm sido o assunto de filmes e outros trabalhos artísticos, e vêm da mesma forma embelezando os mesmos. Os riquixás em Dhaka são especialmente vistos como uma das principais manifestações da arte popular bengali; lá, recortes de plastilina e figuras pintadas a mão adornam muitos riquixás.
Entre os filmes retratando riquixás e seus condutores estão o filme de artes marciais Pedicab Driver de Sammo Hung, 1989, que discorre sobre um grupo de condutores de pedicab e seus problemas românticos e com o crime organizado. Cyclo, um filme de 1995 do diretor vietnamita Tran Anh Hung, é centrado em um condutor de ciclorriquixá. Entre os filmes de Tollywood estão Orey Rickshaw ("Orey" significa literalmente "Ei", em um tom detrativo), e Rickshavodu ("Rickshaw Guy").
Men of Burden: Pedaling towards a Horizon (2006) é um filme documentário sobre condutores de ciclorriquixá em Pondicherry, Índia.

## Ver também

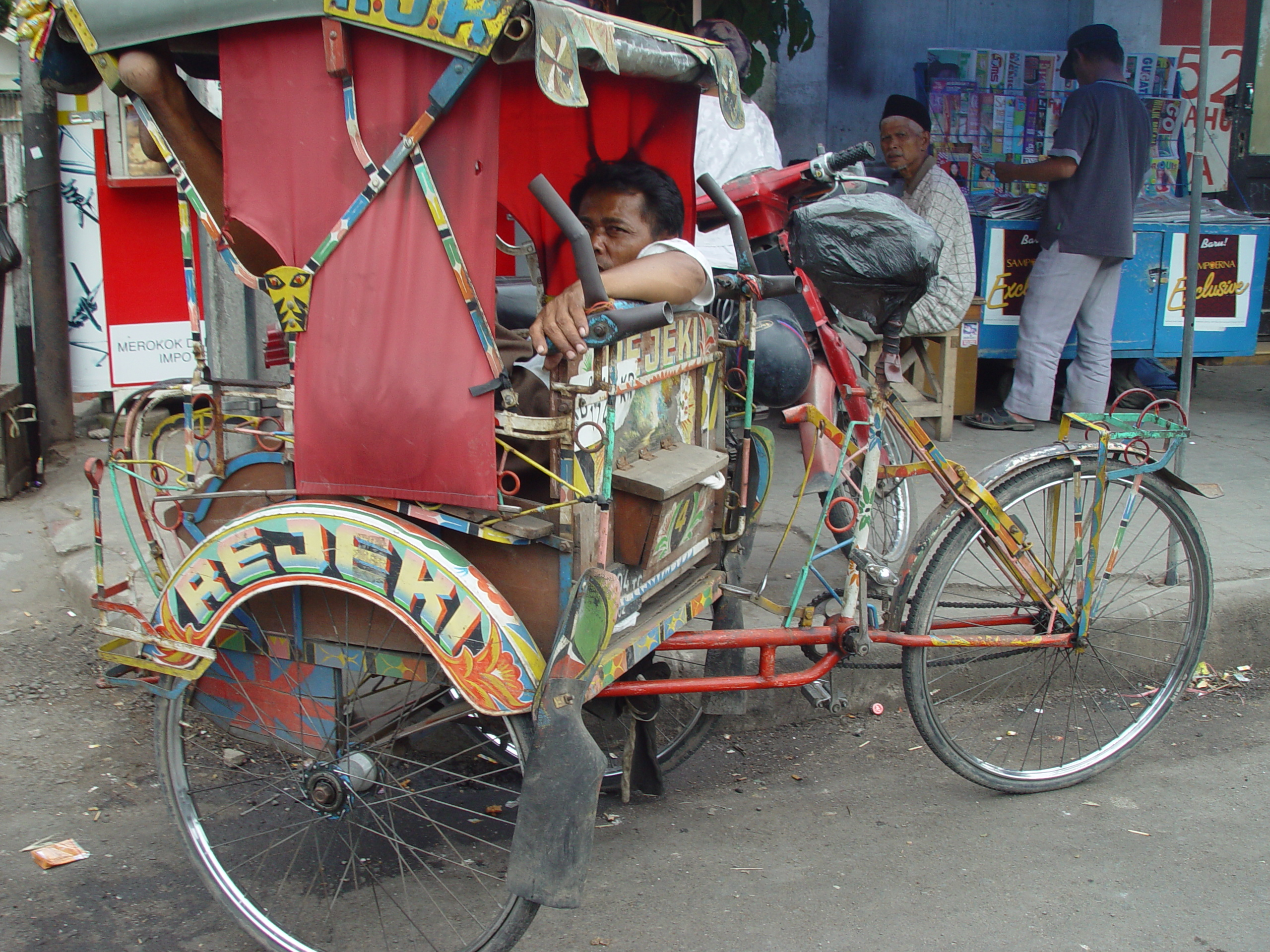
Um becak e seu condutor aguardando um passageiro em Bandung, Indonésia